# Jiang Xinyu
Jiang Xinyu (chinesisch 蒋欣玗, Pinyin Jiǎng Xīnyú; * 3. März 1999 in Ziyang) ist eine chinesische Tennisspielerin.

## Karriere
Jiang spielt überwiegend ITF-Turniere. Sie gewann im Doppel fünf WTA Turniere und 17 ITF Turniere.

## Turniersiege

### Doppel
| Nr. | Datum              | Turnier   | Kategorie         | Belag     | Partnerin     | Finalgegnerinnen                      | Ergebnis          |
| --- | ------------------ | --------- | ----------------- | --------- | ------------- | ------------------------------------- | ----------------- |
| 1.  | 8. Juli 2016       | Yuxi      | ITF $25.000       | Hartplatz | Tang Qianhui  | Gai Ao Guo Shanshan                   | 6:2, 3:6, [10:5]  |
| 2.  | 17. Februar 2017   | Nanjing   | ITF $15.000       | Hartplatz | Guo Shanshan  | Nudnida Luangnam Ye Qiuyu             | 7:5, 7:5          |
| 3.  | 12. Mai 2017       | Yuxi      | ITF $25.000       | Hartplatz | Tang Qianhui  | Gai Ao Kang Jiaqi                     | 6:2, 7:5          |
| 4.  | 19. Mai 2017       | Qujing    | ITF $25.000       | Hartplatz | Tang Qianhui  | Feng Shuo Zhao Xiaoxi                 | 6:4, 6:3          |
| 5.  | 27. Mai 2017       | Lu’an     | ITF $60.000       | Hartplatz | Tang Qianhui  | Mana Ayukawa Erika Sema               | 7:5, 6:4          |
| 6.  | 21. Juli 2017      | Tianjin   | ITF $25.000       | Hartplatz | Tang Qianhui  | Liu Chang Lu Jiajing                  | 6:4, 6:1          |
| 7.  | 29. Juli 2017      | Nanchang  | WTA International | Hartplatz | Tang Qianhui  | Alla Kudrjawzewa Arina Rodionova      | 6:3, 6:2          |
| 8.  | 6. Juni 2018       | Changsha  | ITF $25.000       | Hartplatz | Feng Shuo     | Han Xinyun Zhang Ying                 | 6:3, 4:6, [11:9]  |
| 9.  | 14. Juli 2018      | Tianjin   | ITF $25.000       | Hartplatz | Feng Shuo     | Chen Jiahui Ye Qiuyu                  | 6:4, 6:4          |
| 10. | 28. Juli 2018      | Nanchang  | WTA International | Hartplatz | Tang Qianhui  | Lu Jingjing You Xiadi                 | 6:4, 6:4          |
| 11. | 18. Mai 2019       | Wuhan     | ITF W25           | Hartplatz | Erika Sema    | Guo Meiqi Wu Meixu                    | 7:63, 6:2         |
| 12. | 6. Juli 2019       | Tianjin   | ITF W25           | Hartplatz | Tang Qianhui  | Wu Meixu Zheng Wushuang               | 7:5, 6:2          |
| 13. | 24. August 2019    | Guiyang   | ITF W25           | Hartplatz | Tang Qianhui  | Eudice Chong Aldila Sutjiadi          | 7:5, 7:5          |
| 14. | 7. September 2019  | Changsha  | ITF W60           | Sand      | Tang Qianhui  | Rutuja Bhosale Erika Sema             | 6:3, 3:6, [11:9]  |
| 15. | 19. Oktober 2019   | Suzhou    | ITF W100          | Hartplatz | Tang Qianhui  | Ankita Raina Rosalie van der Hoek     | 3:6, 6:3, [10:5]  |
| 16. | 2. November 2019   | Liuzhou   | ITF W60           | Hartplatz | Tang Qianhui  | Ankita Raina Rosalie van der Hoek     | 6:4, 6:4          |
| 17. | 3. Juni 2023       | Changwon  | ITF W25           | Hartplatz | Guo Hanyu     | Cho I-hsuan Cho Yi-tsen               | 7:64, 7:61        |
| 18. | 12. August 2023    | Anning    | ITF W40           | Sand      | Guo Hanyu     | Schibek Qulambajewa Lanlana Tararudee | 6:2, 6:0          |
| 19. | 23. September 2023 | Guangzhou | WTA 250           | Hartplatz | Guo Hanyu     | Eri Hozumi Makoto Ninomiya            | 6:3, 7:64         |
| 20. | 18. November 2023  | Takasaki  | ITF W100          | Hartplatz | Guo Hanyu     | Momoko Kobori Ayano Shimizu           | 7:65, 5:7, [10:5] |
| 21. | 5. Januar 2025     | Auckland  | WTA 250           | Hartplatz | Wu Fang-hsien | Aleksandra Krunić Sabrina Santamaria  | 6:3, 6:4          |
| 22. | 11. Januar 2025    | Hobart    | WTA 250           | Hartplatz | Wu Fang-hsien | Monica Niculescu Fanny Stollár        | 6:1, 7:66         |